# Illydiusz
Illydiusz (zm. 384) – święty Kościoła katolickiego, biskup Clermont.
Sakrę otrzymał około 370 roku zostając czwartym biskupem Clermont. Dzięki sławie świętości jaką był otoczony został wezwany na dwór cesarski do Trewiru, aby uzdrowić córkę cesarza Maksyma. W zamian za wynagrodzenia poprosił władcę o obniżenie podatków jakie zobowiązani byli płacić jego diecezjanie. Zmarł w drodze powrotnej do Clermont około 384 roku.
O życiu Illydiusza wiemy na podstawie zapisków, których autorem był Grzegorz z Tours. Powstałe na podstawie lokalnego kultu opisy występują w Liber vitae Patrum i  w Historii Franków. Miejsce pochówku rychło stało się celem pielgrzymek i licznych cudów, a później powstała nawet bazylika pod jego wezwaniem (spłonęła w 865 roku spalona przez Normanów).
Kultowej elewacji dokonano 1311 roku przenosząc relikwie Illydiusza do świątyni zburzonej w czasie rewolucji francuskiej w 1789 roku.
Wspomnienie liturgiczne obchodzi się 7 lipca, zaś lokalnie w diecezji Clermont wspominany jest też 5 czerwca.